# Дуб «Яблунівський»
Дуб «Яблуні́вський» — ботанічна пам'ятка природи місцевого значення в Україні. Розташована на території Чортківського району Тернопільської області, біля с. Яблунів, Яблунівське лісництво, кв. 6, вид. 1, лісове урочище «Яблунівська дача».
Площа — 0,03 га, статус отриманий у 1971 році.
У 2010 р. увійшла до складу заказника загальнодержавного значення «Яблунівський».